# Yacine Elghorri
Yacine Elghorri (París, 1974) és un animador, il·lustrador, dibuixant de guions gràfics, dissenyador conceptual i dibuixant de còmic. Ha treballat a Los Angeles en pel·lícules i dibuixos animats com ara Futurama, Titan A.E., Evolució, Fantastic Four: World's Greatest Heroes i Thru the Moebius Strip. També ha col·laborat a la revista de còmics de ciència-ficció Heavy Metal, creant dues històries curtes en blanc i negre.

## Carrera
Elghorri va néixer a París, França. Després de graduar-se a l'escola, va anar a l'escola de cinema Ecole de l'Image Gobelins (Paris) a estudiar animació. Ha treballat en algunes series de televisió (Flash Gordon, Lucky Luke) i va dibuixar còmics per a diverses revistes franceses.
L'any 1996 es va traslladar a viure als Estats Units per treballar a la indústria del cinema. Es va assentar a Los Angeles on va treballar pels estudis Rich Animation, per DreamWorks i per Twentieth Century Fox. Yacine va continuar la seva carrera com a dibuixant de còmics dibuixant històries curtes per la revista Heavy Metal Magazine. També va treballar com a dissenyador conceptual i dibuixant de guions gràfics en diverses pel·lícules, anuncis i sèries de televisió com: Titan A.E, Evolution (amb Phil Tippett), Futurama i Seven Up.
L'any 2000, Yacine va treballar amb l'artista Francès Jean Giraud a Thru the Moebius Strip, una producció 3D. Ha treballat també amb l'escriptor Jean Dufaux a la sèrie de novel·les gràfiques Medina.
Yacine Elghorri viu actualment a París, França.

### Còmics
- Gunman, Carabas editions, 2005
- Bestial, Children's book, Carabas editions, 2006
- Factory, 3-issue series, Carabas editions, 2006–2009

### Pel·lícules i sèries de TV
- Futurama
- Titan A.E.
- Evolució